# Hilarigona pexata
Hilarigona pexata är en tvåvingeart som beskrevs av Collin 1933. Hilarigona pexata ingår i släktet Hilarigona och familjen dansflugor. Inga underarter finns listade i Catalogue of Life.